# Ileopeltus tethys
Ileopeltus tethys är en insektsart som beskrevs av Van Duzee 1907. Ileopeltus tethys ingår i släktet Ileopeltus och familjen dvärgstritar. Inga underarter finns listade i Catalogue of Life.